# Eranina icambi
Eranina icambi är en skalbaggsart som först beskrevs av Maria Helena M. Galileo och Martins 1999.  Eranina icambi ingår i släktet Eranina och familjen långhorningar. Inga underarter finns listade i Catalogue of Life.